# Coppa delle nazioni UNCAF 2001
La Coppa delle nazioni UNCAF 2001 (UNCAF Nations Cup 2001) fu la sesta edizione della Coppa delle nazioni UNCAF, la competizione calcistica per nazione organizzata dall'UNCAF. La competizione si svolse in Honduras dal 23 maggio al 3 giugno 2001 e vide la partecipazione di sette squadre: Belize, Costa Rica, El Salvador, Guatemala, Honduras, Nicaragua e Panama. Il torneo, che si tiene ogni due anni a partire dal 1991, vale anche come qualificazione per la CONCACAF Gold Cup.
L'UNCAF organizzò questa competizione dal 1991 al 2009 sotto il nome di Coppa delle nazioni UNCAF; dall'edizione del 2011 cambiò nome e divenne Coppa centroamericana.

## Formula
- Qualificazioni

Nessuna fase di qualificazione. Le squadre sono qualificate direttamente alla fase finale.
- Fase Finale

Fase a gruppi - 7 squadre, divisi in due gruppi (uno da quattro squadre e uno da tre squadre). Giocano partite di sola andata, la prima e la seconda classificata si qualificano al girone finale.
Girone finale - 4 squadre, giocano partite di sola andata. La vincente si laurea campione UNCAF. Le prime tre classificate si qualificano alla fase finale della CONCACAF Gold Cup 2002. La quarta classificata accede agli spareggi per la CONCACAF Gold Cup 2002.

## Stadi
| Tegucigalpa                              | San Pedro Sula                |
| ---------------------------------------- | ----------------------------- |
| Stadio Tiburcio Carías Andino            | Stadio olimpico metropolitano |
| Capienza: 35.000                         | Capienza: 40.000              |
|                                          |                               |
| Tegucigalpa San Pedro Sula Puerto Cortés | Puerto Cortés                 |
| Tegucigalpa San Pedro Sula Puerto Cortés | Estadio Excélsior             |
| Tegucigalpa San Pedro Sula Puerto Cortés | Capienza: 18.000              |
| Tegucigalpa San Pedro Sula Puerto Cortés |                               |

## Squadre partecipanti
| Pr. | Squadra     | Data di qualificazione certa | Partecipante in quanto                                         | Partecipazioni precedenti al torneo | Ultima presenza |
| --- | ----------- | ---------------------------- | -------------------------------------------------------------- | ----------------------------------- | --------------- |
| 1   | Honduras    | -                            | Rappresentativa della nazione organizzatrice della fase finale | 5 (1991, 1993, 1995, 1997, 1999)    | Costa Rica 1999 |
| 2   | Belize      | -                            | Qualificata di diritto                                         | 2 (1995, 1999)                      | Costa Rica 1999 |
| 3   | Costa Rica  | -                            | Qualificata di diritto                                         | 5 (1991, 1993, 1995, 1997, 1999)    | Costa Rica 1999 |
| 4   | El Salvador | -                            | Qualificata di diritto                                         | 5 (1991, 1993, 1995, 1997, 1999)    | Costa Rica 1999 |
| 5   | Guatemala   | -                            | Qualificata di diritto                                         | 4 (1991, 1995, 1997, 1999)          | Costa Rica 1999 |
| 6   | Nicaragua   | -                            | Qualificata di diritto                                         | 2 (1997, 1999)                      | Costa Rica 1999 |
| 7   | Panama      | -                            | Qualificata di diritto                                         | 3 (1993, 1995, 1997)                | Guatemala 1997  |

Nella sezione "partecipazioni precedenti al torneo", le date in grassetto indicano che la nazione ha vinto quella edizione del torneo, mentre le date in corsivo indicano la nazione ospitante.

## Fase a gruppi

### Gruppo A

#### Classifica
| Pos | Squadra     | P.ti | G | V | N | P | GF | GS | DR  |
| --- | ----------- | ---- | - | - | - | - | -- | -- | --- |
| 1   | El Salvador | 7    | 3 | 2 | 1 | 0 | 6  | 2  | +4  |
| 2   | Panama      | 6    | 3 | 2 | 0 | 1 | 9  | 3  | +6  |
| 3   | Honduras    | 4    | 3 | 1 | 1 | 1 | 12 | 5  | +7  |
| 4   | Nicaragua   | 0    | 3 | 0 | 0 | 3 | 2  | 19 | -17 |

El Salvador e Panama qualificate al girone finale.

#### Risultati
| Arbitro: | Ramírez |

|                              |           |  |
| Rodríguez 1’ 37’ González 2’ | Marcatori |  |

| Arbitro: | Hall |

|           |           |                     |
| Núñez 45’ | Marcatori | 35’ 68’ Dely Valdes |

| Arbitro: | Mattus |

|                          |           |                 |
| Corrales 58’ Canjura 90’ | Marcatori | 90’ Dely Valdes |

| Arbitro: | Arredondo |

|                                                                                                |           |                          |
| Guerrero 22’ Pavón 24’ 33’ 82’ Rosales 38’ Solorzano 54’ (aut.) Núñez 72’ 80’ Martínez 75’ 76’ | Marcatori | 12’ Webster 86’ Bermúdez |

| Arbitro: | Ramírez |

|                                                                   |           |  |
| Dely Valdes 27’ 30’ 68’ Cubillas 42’ Dely Valdes 54’ Anderson 83’ | Marcatori |  |

| Arbitro: | Hall |

|             |           |             |
| Turcios 41’ | Marcatori | 90’ Umanzor |

### Gruppo B

#### Classifica
| Pos | Squadra    | P.ti | G | V | N | P | GF | GS | DR |
| --- | ---------- | ---- | - | - | - | - | -- | -- | -- |
| 1   | Costa Rica | 4    | 2 | 1 | 1 | 0 | 5  | 1  | +4 |
| 2   | Guatemala  | 2    | 2 | 0 | 2 | 0 | 4  | 4  | 0  |
| 3   | Belize     | 1    | 2 | 0 | 1 | 1 | 3  | 7  | -4 |

Costa Rica e Guatemala qualificate al girone finale.

#### Risultati
| Arbitro: | Alfaro |

|                                      |           |  |
| Fonseca 27’ (rig.) 37’ 85’ Marín 58’ | Marcatori |  |

| Arbitro: | Bardales |

|                         |           |                           |
| Chen 23’ García 26’ 85’ | Marcatori | 34’ 44’ Frazer 59’ Leslie |

| Arbitro: | Arredondo |

|           |           |                    |
| Núñez 45’ | Marcatori | 70’ (rig.) Acevedo |

## Girone finale

### Classifica
| Pos | Squadra     | P.ti | G | V | N | P | GF | GS | DR |
| --- | ----------- | ---- | - | - | - | - | -- | -- | -- |
| 1   | Guatemala   | 7    | 3 | 2 | 1 | 0 | 5  | 1  | +4 |
| 2   | Costa Rica  | 4    | 3 | 1 | 1 | 1 | 3  | 4  | -1 |
| 3   | El Salvador | 3    | 3 | 0 | 3 | 0 | 2  | 2  | 0  |
| 4   | Panama      | 1    | 3 | 0 | 1 | 2 | 3  | 6  | -3 |

Guatemala, Costa Rica e El Salvador qualificate alla CONCACAF Gold Cup 2002.
Panama accede agli spareggi per la CONCACAF Gold Cup 2002.

### Risultati
| San Pedro Sula 30 maggio 2001, ore 17:30 UTC-6 | El Salvador | 0 – 0 | Guatemala | Stadio olimpico metropolitano\| Arbitro: \| Hall \| |
| Arbitro:                                       | Hall        |       |           |                                                     |

| Arbitro: | Arredondo |

|                       |           |                 |
| Gómez 42’ Centeno 84’ | Marcatori | 46’ Dely Valdes |

| Arbitro: | Arredondo |

|             |           |              |
| Ramírez 11’ | Marcatori | 80’ Anderson |

| Arbitro: | Bardales |

|  |           |                           |
|  | Marcatori | 1’ Pezzarossi 51’ Estrada |

| Arbitro: | Arredondo |

|              |           |             |
| Galdamez 40’ | Marcatori | 55’ Centeno |

| Arbitro: | Hall |

|                 |           |                                       |
| Dely Valdés 67’ | Marcatori | 15’ Pezzarossi 33’ Acevedo 89’ García |

## Statistiche

### Classifica marcatori
5 reti
- Jorge Dely Valdés

4 reti
- Julio Dely Valdes

3 reti
- Rolando Fonseca
- Freddy García
- Milton Núñez
- Carlos Pavón

2 reti
- Dion Frazer
- Wálter Centeno
- Jorge Rodríguez
- Mario Acevedo
- Dwight Pezzarossi
- Jairo Martínez
- Alfredo Anderson

1 rete
- Mark Leslie
- Rónald Gómez
- Andrés Núñez
- Luis Marín
- Héctor Canjura
- Rudy Corrales
- Josue Galdamez
- Fredy González
- Francisco Ramírez
- Denis Umanzor
- Denis Chen
- Walter Estrada
- Iván Guerrero
- Jaime Rosales
- Danilo Turcios
- José María Bermúdez
- Victor Webster
- Juan Carlos Cubillas

Autorete
- José Solorzano

### Migliore formazione
- Danny Ortiz
- Denis Chen
- Luis Marín
- Luis Swisher
- Denis Umanzor
- Mauricio Solís
- Wálter Centeño
- Freddy García
- Jorge Dely Valdés
- Mario Acevedo
- Dwight Pezzarossi